# Gare de Kalmthout
La gare de Kalmthout (en néerlandais station Kalmthout), est une gare ferroviaire belge de la ligne 12 d'Anvers-Central à la frontière néerlandaise (Roosendael), située au village centre sur le territoire de la commune de Kalmthout, dans la province d'Anvers.
Elle est ouverte en 1854 par la Société anonyme des chemins de fer d'Anvers à Rotterdam. Le guichet est fermé en 2013. Le bâtiment, construit en 1897, est classé en 2014. 
C'est une halte voyageurs de la Société nationale des chemins de fer belges (SNCB) desservie par des trains InterCity (IC) et Suburbains (S).

## Situation ferroviaire
Établie à environ 20 mètres d'altitude, la gare de Kalmthout est située au point kilométrique (PK) 24,0 de la ligne 12 d'Anvers-Central à la frontière néerlandaise (Roosendael), entre les gares de Kijkuit et de Wildert. 

## Histoire
La station de Kalmthout, écrit « Calmpthout », est mise en service le 26 juin 1854 par la Société anonyme des chemins de fer d'Anvers à Rotterdam, lorsqu'elle ouvre à l'exploitation sa ligne d'Anvers à Roosendael (frontière), première section de sa ligne internationale qui se prolonge sur le territoire des Pays-Bas jusqu'à Moerdijk. Le bâtiment de la station est terminé avant l'ouverture de la ligne. Le bâtiment principale en briques, est constitué d'un corps central avec un étage sous une toiture à deux pans, il y a une porte et deux fenêtres au rez-de-chaussée et trois fenêtres à l'étage, encadré par deux petites ailes, à deux ouvertures, sous une toiture à deux pans. Le train d'inauguration marque l'arrêt en gare.
Cette création dynamise le bourg qui bénéficie de l'installation de plusieurs hôtels et cafés ainsi que de la création de plusieurs entreprises utilisant la gare pour des expéditions de marchandises.
Cette dynamique associée à une augmentation du nombre de voyageurs utilisant la gare justifie la construction d'un nouveau bâtiment en 1894. Il s'agit d'une gare standard du plan type 1881 munie d’un corps central à deux étages utilisé comme bureau, guichet et logement du chef de gare flanqué d’une aile basse à toit plat servant de buanderie, cuisine, lampisterie et toilettes et d’une aile sous bâtière qui faisait ici cinq travées et était disposée à droite du corps central. Cette aile abritait le magasin des colis et une large salle d’attente. Alors que la plupart de ces gares possédaient une aile de trois travées, celle de Kalmthout en possédait cinq comme huit autres gares belges. En tout 84 gares de cette famille furent construites.
Lors des travaux d'électrification de la ligne, mise en service le 2 juin 1957, les quais sont reconstruits plus larges pour faciliter leur utilisation par les voyageurs. Du fait de la baisse de l'activité du service marchandises les installations le concernant sont détruites en novembre 1985. Pour permettre une meilleure gestion de la circulation des trains des aiguilles, permettant le passage des convois sur l'une ou l'autre des voies, sont installées en 1999.
Au début des années 2000 des chantiers vont modifier la gare. En 2006, le bâtiment voyageurs est rénové et son aile à toit plat est détruite pour laisser la place à un parc couvert pour les vélos. En juillet 2008 les travaux concernent la plateforme, les voies et les quais. L'objectif est de permettre aux trains de passage sans arrêt d'atteindre une vitesse de 160 km/h et d'améliorer la prise de vitesse des trains qui marquent l'arrêt lors de leur départ. Pour cela les voies sont plus écartées, pour permettre plus de vitesse, et les quais sont légèrement décalés par rapport au passage à niveau pour que les trains marquant l'arrêt ne soient pas retardés par les mouvements de fermeture et d'ouverture des barrières. En septembre 2010 c'est le début des travaux de réaménagement du parking établi dans l'ancienne cours des marchandises, le chantier s'achève en mars 2011.
Le guichet est fermé le 30 juin 2013, néanmoins la salle d'attente reste ouverte pour les voyageurs.

## Service des voyageurs

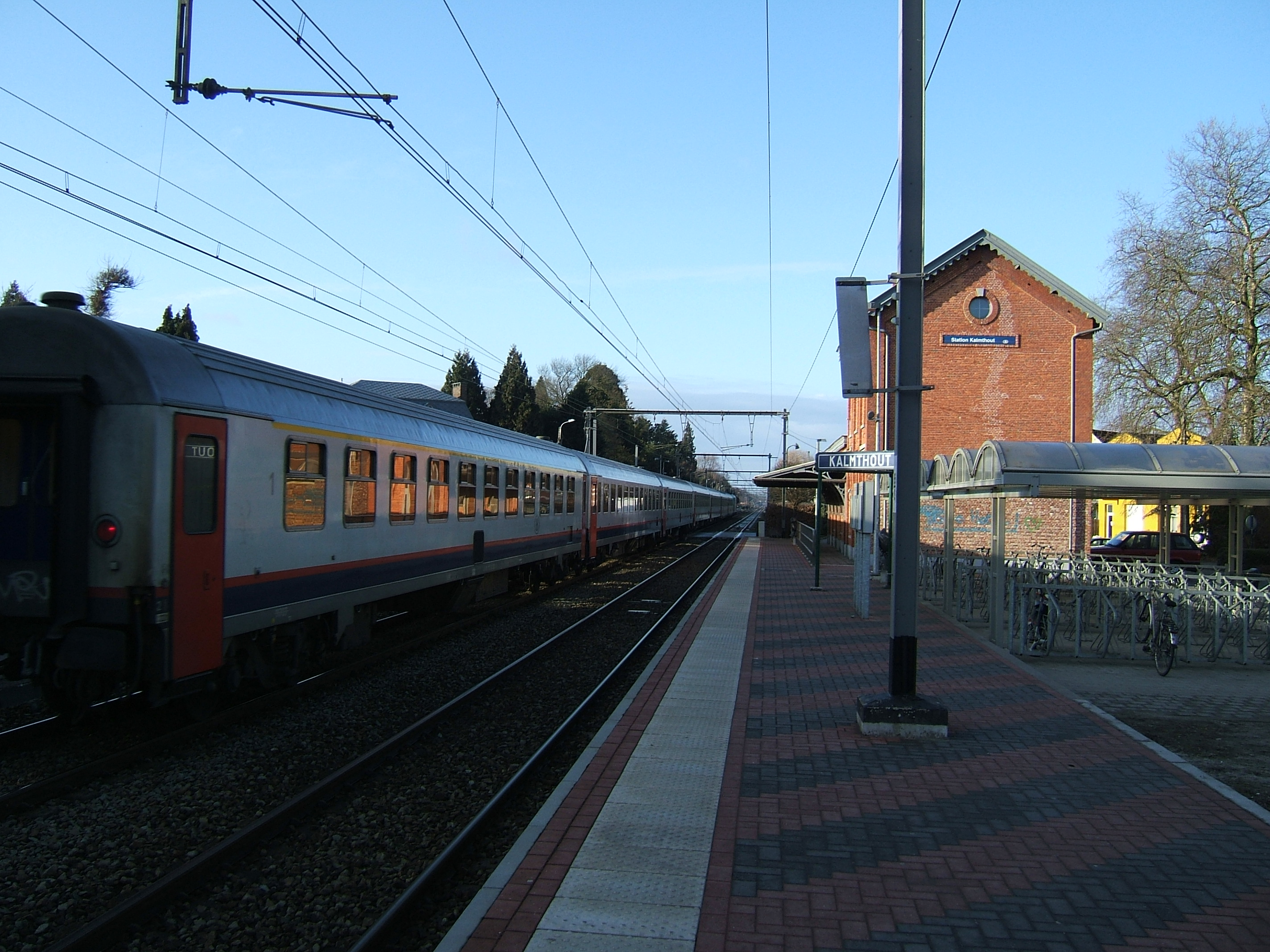
Desserte par le train Benelux en 2010.

### Accueil
Halte SNCB, c'est un point d'arrêt non géré (PANG) à accès libre. Néanmoins la salle d'attente de l'ancien bâtiment est toujours ouverte pour les voyageurs. Elle est équipée d'un automate pour l'achat de titres de transport et dispose de quais surélevés accessibles aux personnes à mobilité réduite. Les quais sont équipés de plusieurs abris.
La traversée des voies s'effectue par le passage à niveau routier qui sépare les deux quais située de part et d'autre.

### Desserte
Kalmthout est desservie par des trains InterCity (IC) et Suburbains (S) de la SNCB circulant sur la ligne commerciale 12 (Anvers - Essen - frontière) (voir brochure SNCB). 
En semaine, la gare possède trois dessertes régulières, cadencées à l’heure :
- des trains IC-05 reliant Essen à Charleroi-Central via Anvers-Central et Bruxelles ;
- des trains S32 entre Essen et Puurs (via Anvers) ;
- des trains S32 entre Rosendael (gare des Pays-Bas située à la frontière) et Puurs.

Un unique train P Essen - Anvers-Central s'ajoute, tôt le matin. 
Les week-ends et jours fériés, seuls circulent les trains S32 entre Rosendael et Puurs (un par heure) ainsi qu'un train P d'Essen à Heverlee (Louvain) le dimanche soir en période scolaire.

### Intermodalité
Un parc (gratuit) pour les vélos et un parking (gratuit) pour les véhicules y sont aménagés.

## Comptage voyageurs
Ce graphique et tableau montre le nombre de voyageurs embarquant en moyenne durant la semaine, le samedi et le dimanche.
| Nombre de passagers qui embarquent à la gare de Kalmthout | Nombre de passagers qui embarquent à la gare de Kalmthout | Nombre de passagers qui embarquent à la gare de Kalmthout | Nombre de passagers qui embarquent à la gare de Kalmthout |
|                                                           | Semaine                                                   | Samedi                                                    | Dimanche                                                  |
| --------------------------------------------------------- | --------------------------------------------------------- | --------------------------------------------------------- | --------------------------------------------------------- |
| 1977                                                      | 599                                                       | 117                                                       | 141                                                       |
| 1978                                                      | 536                                                       | 106                                                       | 179                                                       |
| 1979                                                      | 551                                                       | 149                                                       | 158                                                       |
| 1980                                                      | 453                                                       | 148                                                       | 115                                                       |
| 1981                                                      | 510                                                       | 112                                                       | 148                                                       |
| 1982                                                      | 570                                                       | 122                                                       | 107                                                       |
| 1983                                                      | 555                                                       | 103                                                       | 139                                                       |
| 1984                                                      | 511                                                       | 146                                                       | 81                                                        |
| 1985                                                      | 441                                                       | 91                                                        | 107                                                       |
| 1986                                                      | 389                                                       | 98                                                        | 99                                                        |
| 1987                                                      | 510                                                       | 105                                                       | 114                                                       |
| 1988                                                      | 387                                                       | 120                                                       | 150                                                       |
| 1989                                                      | 415                                                       | 140                                                       | 101                                                       |
| 1990                                                      | 377                                                       | 130                                                       | 100                                                       |
| 1991                                                      | 353                                                       | 108                                                       | 144                                                       |
| 1992                                                      | 452                                                       | 122                                                       | 133                                                       |
| 1993                                                      | 401                                                       | 111                                                       | 145                                                       |
| 1994                                                      | 538                                                       | 149                                                       | 118                                                       |
| 1995                                                      | 492                                                       | 118                                                       | 79                                                        |
| 1996                                                      | 482                                                       | 159                                                       | 171                                                       |
| 1997                                                      | 519                                                       | 167                                                       | 161                                                       |
| 1998                                                      | 607                                                       | 152                                                       | 160                                                       |
| 1999                                                      | 564                                                       | 154                                                       | 124                                                       |
| 2000                                                      | 669                                                       | 136                                                       | 169                                                       |
| 2001                                                      | 621                                                       | 103                                                       | 146                                                       |
| 2002                                                      | 610                                                       | 136                                                       | 140                                                       |
| 2003                                                      | 616                                                       | 173                                                       | 214                                                       |
| 2004                                                      | 717                                                       | 193                                                       | 203                                                       |
| 2005                                                      | 704                                                       | 192                                                       | 174                                                       |
| 2006                                                      | 642                                                       | 193                                                       | 208                                                       |
| 2007                                                      | 768                                                       | 207                                                       | 196                                                       |
| 2008                                                      | -                                                         | -                                                         | -                                                         |
| 2009                                                      | 737                                                       | 132                                                       | 167                                                       |
| 2010                                                      | -                                                         | -                                                         | -                                                         |
| 2011                                                      | -                                                         | -                                                         | -                                                         |
| 2012                                                      | 820                                                       | 243                                                       | 223                                                       |
| 2013                                                      | 772                                                       | 206                                                       | 192                                                       |
| 2014                                                      | 734                                                       | 129                                                       | 182                                                       |
| 2015                                                      | 836                                                       | 121                                                       | 153                                                       |
| 2016                                                      | 766                                                       | 117                                                       | 120                                                       |
| 2017                                                      | 746                                                       | 180                                                       | 218                                                       |
| 2018                                                      | 887                                                       | 237                                                       | 278                                                       |
| 2019                                                      | 1 016                                                     | 258                                                       | 287                                                       |
| 2020                                                      | 550                                                       | 211                                                       | 214                                                       |
| 2021                                                      | -                                                         | -                                                         | -                                                         |
| 2022                                                      | 706                                                       | 76                                                        | 75                                                        |
| 2023                                                      | 766                                                       | 204                                                       | 201                                                       |
| 2024                                                      | 996                                                       | 249                                                       | 209                                                       |

## Patrimoine ferroviaire

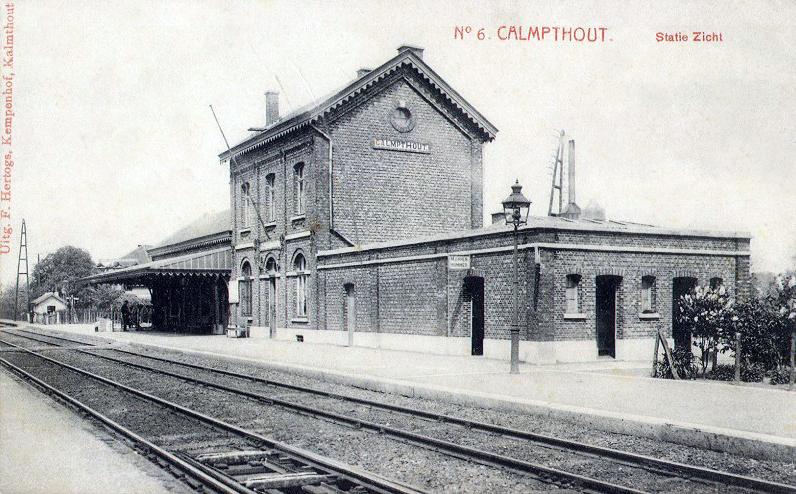
La gare vers 1910. On voit l'aile du bâtiment détruite en 2006.

Le bâtiment voyageurs, de 1897, est toujours présent et utilisé pour le service ferroviaire. Une aile est détruite en 2006 et le guichet fermé en 2013.
Ce bâtiment, construit en briques sur une base de pierre bleue, est d'un modèle type des stations de villages, avec un corps central, logement du chef de gare, à trois ouvertures (les baies du rez-de-chaussée ont un arc en plein cintre, les autre un arc bombé) avec un étage et des combles sous une toiture à deux pans couverte en ardoise, encadré par deux ailes, celle détruite était à trois ouverture sous un toit plat, celle restante est à cinq ouvertures sous une toit à deux pans. L'aile conservée abrite la salle d'attente des voyageurs. Ce bâtiment est inscrit à l'Inventaire du patrimoine architectural le 28 novembre 2014.